# Sylvia Plischke
Sylvia Plischke (Plzeň, 20 de julho de 1977) é uma ex-tenista profissional austríaca.